# Resolució 1280 del Consell de Seguretat de les Nacions Unides
La Resolució 1280 del Consell de Seguretat de les Nacions Unides fou adoptada el 3 de desembre de 1999. Després de recordar les resolucions 1242 (1999), 1266 (1999) i 1275 (1999) sobre el Programa Petroli per Aliments el Consell, sota el Capítol VII de la Carta de les Nacions Unides, va ampliar les disposicions relatives a l'exportació de petroli i productes derivats de l'Iraq per a l'ajuda humanitària durant una setmana més fins a l'11 de desembre de 1999.
La resolució 1280 va ser aprovada per 11 vots a favor i cap en contra amb tres abstencions de la Xina, Malàisia i Rússia; França no va participar en la votació. En explicar els seus vots, França va dir que la resolució s'utilitzava per exercir pressió sobre altres membres del Consell i era incapaç d'aplicar-se durant una setmana; Xina va dir que la resolució actual no compliria les necessitats humanitàries del poble iraquià; Malàisia va declarar que l'extensió d'una setmana no tindria cap altre propòsit que exercir pressió sobre els membres permanents del Consell; i Rússia va dir que la resolució actual no determinaria un calendari per a una resolució completa sobre Iraq i que no abordava correctament la crisi humanitària.